# Слобідківська сільська рада (Браславський район)
55°41′12″ пн. ш. 27°11′6″ сх. д. / 55.68667° пн. ш. 27.18500° сх. д.
Слобідківська сільська рада (біл. Слабо́дкаўскі сельсавет) — адміністративно-територіальна одиниця у складі Браславського району, Вітебської області Білорусі. Адміністративний центр сільської ради — агромістечко Слобідка.

## Розташування
Слобідківська сільська рада розташована у північній частині Білорусі, на північному заході Вітебської області, на північний схід від районного центру Браслав.
На території сільської ради розташовано повністю, чи частково, більше двох десятків різноманітних озер, найбільші із них: Дрив'яти (36,14 км²), Струсто (13,0 км²), Войсо (4,88 км²), Неспіш (4,26 км²), Недрово (3,72 км²), Береже (1,93 км²), Болойсо (1,39 км²), Потєх (1,35 км²). Територією сільради протікає річка Друйка, ліва притока Західної Двіни.

## Історія
Сільська рада була створена 12 жовтня 1940 року у складі Браславського району, Вілейської області (з 20 вересня 1944 року — Полоцької, а з 8 січня 1954 року — Молодечненської області). 20 січня 1960 року Молодечненська область була ліквідована, а сільрада у складі Браславського району була приєднана до Вітебської області.

## Склад сільської ради
До складу Слобідківської сільської ради входить 59 населених пунктів:
| - Адамово — село. - Антонівці — село. - Бохани — село. - Буділи — село. - Бутовці — село. - Верковщина — село. - В'язки — село. - Говейки — село. - Гаврилівці — село. - Герасимово — село. - Денисівка — село. - Дубки — село. - Жейм'яни — село. - Заблотішки — хутір. - Заборні Гумна — село. - Завєрські Хутори — хутір. - Завірря — село. - Запруддя — село. - Заріччя — село. - Застінок Мілюни — село. | - Кам'янка — село. - Княжино — село. - Копиловка — село. - Кревня — село. - Крами — село. - Лаконовщина — село. - Лапки — село. - Лап'яни — село. - Лікути — село. - Литовщина — село. - Луни — село. - Масковичі — село. - Мізери — хутір. - Мілюни — село. - Михеєвці — село. - Монастир — село. - Муражи — село. - Муторовщина — село. - Новий Проект — село. - Огоні — село. | - Ольховці — село. - Пантелейки — село. - Пепелішки — село. - Петкуни — село. - Пєтуховщина — хутір. - Плебанці — село. - Ратюнки — село. - Ратюни — село. - Родевщина — село. - Рубіж — село. - Рустяги — село. - Слобідка — агромістечко. - Суторовщина — село. - Тілевці — село. - Устя — село. - Філіпповщина — село. - Хомковщина — хутір. - Хроли — село. - Шаури — село. |